# Anna Westphal
Anna Westphal (født Anna Ericha Marie Brummerstedt 2. februar 1858 i København, død 28. september 1950 i Hillerød) var en dansk kunstmaler med udpræget forkærlighed for opsatte blomstermotiver, især markblomster, og anden stilleben.

## Liv og levned
Anna Westphal var ældste datter af boghandler og urtekræmmer Erik Begtrup Holst Brummerstedt (1826-1891) og dennes hustru Erica Vilhelmine Halvorsen (1832-1882). Familien boede i Vingårdstræde 131 i København. Den 9. maj 1858 blev Anna døbt i Holmens Kirke, hvor hun også senere blev konfirmeret, i begge tilfælde ved provst Ludvig Albert Warburg. Familien flyttede kort tid derefter til Vingårdstræde 6, hvor søsteren Jacobine Jensine Pouline (f. 1859) og broderen Erik Begtrup Holst (f. 1862) kom til verden. Få år senere flyttede familien ind i ejendommen Nyhavn 25. Her fik Anna endnu en søster, Olga Jacobine Vilhelmine (f. 1865), og bror, Ove Gotfred Emil (f. 1868). Sidstnævnte grundlagde senere en kendt butik i Aarhus, E. Brummerstedt Boghandel.
Den 12. april 1889 giftede Anna sig med apoteker Hartmann Westphal (1846-1898) i Garnisonskirken i København. Han havde netop overtaget apoteket i Hornsyld i Østjylland så der flyttede de til umiddelbart efter brylluppet. Sammen fik de døtrene Gudrun Olga Michaela (f. 1890), Ellen Erica Andrea (f. 1892) og Inger Vilhelmine Anna (1895-1970). Hartmann Westphal drev byens apotek frem til sin noget tidlige død i 1898. Datteren Gudrun uddannede sig til apoteker ligesom sin far, mens lillesøster Inger tog filosofikum og siden giftede sig med lærer og forfatter Hans Werner (1894-1970). Efter mandens død drev Anna Westphal apoteket videre i en årrække med hjælp fra bestyrer Mathias Schröder og efterfølgeren Henrik Frederik Schiøtt Grundtvig.
Bevarede breve og dagbøger fra lægefamilien Thorborg i Hornsyld antyder, at Anna Westphal nød en vis anseelse i lokalsamfundet. Hun var lærerinde i søndagsskolen, deltog flittigt i det lokale missionsarbejde og blev ofte indbudt til private selskaber i de pænere hjem hos bl.a. lægefamilien, sognepræsten, baneforstanderen, etc. I brevene kommenteres og roses Annas lyse og ubekymrede sind samt hendes smittende gåpåmod.
I 1906 overdrog Anna Westphal bevillingen til driften af Hornsyld Apotek til Adolph Fleischer Hansen, og hun flyttede derefter fra byen sammen med sine tre døtre. Det er indtil videre uklart, hvor de egentlig flyttede hen, og der vides ikke noget om Anna Westphals videre skæbne i de efterfølgende årtier, udover at hun begyndte at male. Dog fremgår det, at hun fra i hvert fald 1909 var bosat på Drewsensvej 12 i Silkeborg. Og her blev hun boende til cirka 1921. I skatte- og adressebogen for Silkeborg var hun stadig registreret på bopælen i 1923/24-udgaven. I 1909 indrykkede hun i Silkeborg Avis annoncer, der henvendte sig til unge piger, der kunne modtage en form for undervisning på Drewsensvej 12. Og af Silkeborgs lokale mandtalsliste fremgår det, at hun boede på adressen sammen med Ellen Westphal. Anna Westphal døde som 92-årig på alderdomshjemmet De Gamles Hjem i Hillerød den 28. september 1950 og blev begravet på Hillerød Kirkegård.

## Kunstnerisk virke
Anna Westphals talenter som kunstmaler kom til udfoldelse fra omkring år 1920. Allerede i den landsdækkende folketælling for 1916 var hun dog under erhverv angivet som "kunstmaler". Hun fortsatte sit kunstneriske virke frem til slutningen af 1940'erne. Med kun knap tredive kendte værker var der tale om en forholdsvis begrænset produktion, hovedsageligt af blomster-i-vase-genren, men hun malede også enkelte stilleben med frugt og bær. Anna Westphals malerkunst var navnlig karakteriseret ved sin fine penselføring og en detaljeret og virkelighedstro motivgengivelse, uanset om der blev malet på lærred eller plade. Ofte signerede hun blot sine malerier "A.W.", i visse tilfælde dog "A. Westphal" men desværre kun sjældent med angivelse af årstal. Af samme grund er der aldrig lavet en kronologisk oversigt over hendes værker.